# 미로탐누스과
미로탐누스과(Myrothamnaceae)는 군네라목에 속하는 속씨식물과의 하나이다. 이 과는 대부분의 분류학자들이 인정해 왔다.
2003년 APG II 분류 체계는 미로탐누스과를 군네라목에 포함시켰지만, 군네라과로부터 조건부 분리를 허용했다. 이 과는 유일한 속인 미로탐누스속(Myrothamnus)을 두고 있으며, 진정쌍떡잎식물군의 군네라목으로 분류한다. 1998년 APG 분류 체계에서는 특정 목으로 분류하지 않고, 별도로 2개 과를 확고하게 인정했다. 최근의 분자생물학적 계통 연구를 통해, 미로탐누스속과 군네라속이 하나의 속이라는 주장이 지지를 얻고 있다.